# Patricia Molina
Patricia Molina o Patricia Molina Costa (Barcelona, 1979) es una arquitecta e investigadora española, especializada en urbanismo sostenible, rehabilitación, renovación y regeneración urbana.

## Trayectoria
Molina estudió arquitectura en la Escuela Técnica Superior de Arquitectura de Madrid (ETSAM) y se tituló arquitecta en 2005. Continuó sus estudios de postgrado con un máster en el Departamento de Urbanismo y Planificación del Instituto de Tecnología de Massachusetts (MIT) en los años 2010 y 2011 con una beca del Programa Fulbright. Su investigación se centró en la planificación participativa y las estrategias de participación comunitaria para la regeneración urbana. Coordinó la creación de la Red URBAN, una plataforma que busca promover la investigación basada en la comunidad. En 2016 se doctoró en urbanismo por la Universidad Politécnica de Madrid (UPM).
De 2004 a 2010 Molina trabajó en una oficina privada en Madrid, donde desarrolló proyectos de urbanismo y planificación municipal. También fue profesora adjunta del Departamento de Urbanismo y Ordenación del Territorio de la Universidad Politécnica de Madrid. De 2002 a 2012 formó parte del Laboratorio Urbano, una asociación de planificación de incidencia sin fines de lucro involucrada en procesos de participación ciudadana con asociaciones de vecinos y movimientos sociales. También colaboró con el Observatorio Metropolitano, una plataforma de investigación crítica centrada en las transformaciones urbanas de Madrid.
Actualmente lidera el Laboratorio de Transformación Urbana de Tecnalia, trabajando principalmente con autoridades públicas para desarrollar proyectos de investigación e innovación, planes de regeneración urbana sostenible e integrada, utilizando datos y tecnología para mejorar la toma de decisiones y las políticas públicas. Es Experta Temática URBACT en los campos de Desarrollo integral de áreas desfavorecidas y en riesgo de carencia y Gobernanza y Urbanismo. Uno de los proyectos europeos en los que participa actualmente es el AGREE.
Ha publicado muchos artículos sobre sostenibilidad urbana, participación ciudadana y regeneración urbana, y es coautora de dos capítulos de libros. Ha sido invitada a impartir conferencias en diversas instituciones y universidades como el MIT, Harvard, Rutgers, universidades politécnicas de Madrid, Cataluña y Valencia, Universidad de Zaragoza, Universidad Europea de Madrid o Universidad de Navarra, entre otras. También en medios de difusión general publica artículos como La rehabilitación de la vivienda en España: de asignatura pendiente a oportunidad, escrito en colaboración con los arquitectos Juan Rubio del Val y Luis Enrique Espinoza en octubre de 2020.

## Obras seleccionadas

### Tesis
- 2016 Del plan a la realidad, gobernanza y toma de decisiones en los procesos de regeneración urbana. El caso de de Boston.[11][12]

### Artículos
- 2010 Estrategias, retos y oportunidades en la rehabilitación de los polígonos de vivienda construidos en España entre 1940 y 1980. En colaboración con Juan Rubio del Val. Ciudades: Revista del Instituto Universitario de Urbanística de la Universidad de Valladolid, ISSN: 1133-6579, N.º. 13, ejemplar dedicado a: Rehabilitación de barrios periféricos: debates y desafíos, págs. 15-37[13]
- 2016 Retos y oportunidades de la aplicación en España del enfoque integrado al desarrollo urbano sostenible / Challenges and opportunities for the application in Spain of the integrated approach to sustainable urban development.[14]

## Reconocimientos
- 2010 Beca del Programa Fulbright en el Instituto de Tecnología de Massachusetts.
- 2013 TIFER-Tecnalia´s International Fellowship for Experienced Researchers. Programa Marie Curie COFUND, Comisión Europea.

- 2017 Premio Extraordinario de Doctorado 2015-2016 Universidad Politécnica de Madrid.